# 斗爱 (电影)
《斗爱》（英語：Duel For Love）是2010年中国大陆剧情片，是中国大陆首部“拉丁舞”主题电影。

## 剧情
“小曼”看到“楚思南”和“黎莉莉”跳拉丁舞之后，为他们精湛的技艺而感动。楚思南和黎莉莉原本是中国大陆拉丁舞绝配，两人打败所有对手之后，互相比赛，从此分道扬镳，两人赌咒发誓，热泪盈眶，今生今世不再愿意见到对方。楚思南从此和“小曼”合作，去舞蹈世界寻找自己的梦想。

## 演出
| 演员     | 角色   | 备注                               |
| 钟汉良   | 楚思南 | 中国大陆拉丁舞冠军，黎莉莉的舞伴。 |
| 爱戴     | 黎莉莉 | 中国大陆拉丁舞冠军，楚思南的舞伴。 |
| 孙田莉子 | 小曼   | 楚思南的第二个舞伴。               |

## 花絮
钟汉良是香港TVB舞蹈艺员身份出道，他娴熟于“探戈”、“桑巴”、“恰恰”，在电影里表现出拉丁舞火辣、狂野、诱人的魅力。
爱戴作为女歌手也有舞蹈功底，其专辑常展现其性感热辣的身材，蛮腰翘臀在该电影中穿着火红舞裙表现。
孙田莉子是中国大陆90后拉丁舞实力派舞者，曾荣获“全国体育舞蹈冠军”，她娴熟于“斗牛舞”、“桑巴”、“恰恰”、“现代舞”等舞种。

## 奖项
| 年份 | 奖项                                     | 是否得奖 | 备注 |
| ---- | ---------------------------------------- | -------- | ---- |
| 2010 | 第16届全国大学生电影节“最佳处女作奖”     | 提名     |      |
| 2010 | 第16届北京大学生电影节“最受欢迎男演员奖” | 提名     |      |